# 滇藏无心菜
滇藏无心菜（学名：Arenaria napuligera）是石竹科无心菜属的植物，是中国的特有植物。分布于中国大陆的四川、西藏、云南等地，生长于海拔3,000米至5,000米的地区，一般生长在山坡草地，目前尚未由人工引种栽培。

## 异名
- Arenaria napuligera Franch. var. monocephala W. W. Smith